# Alois Brandstetter

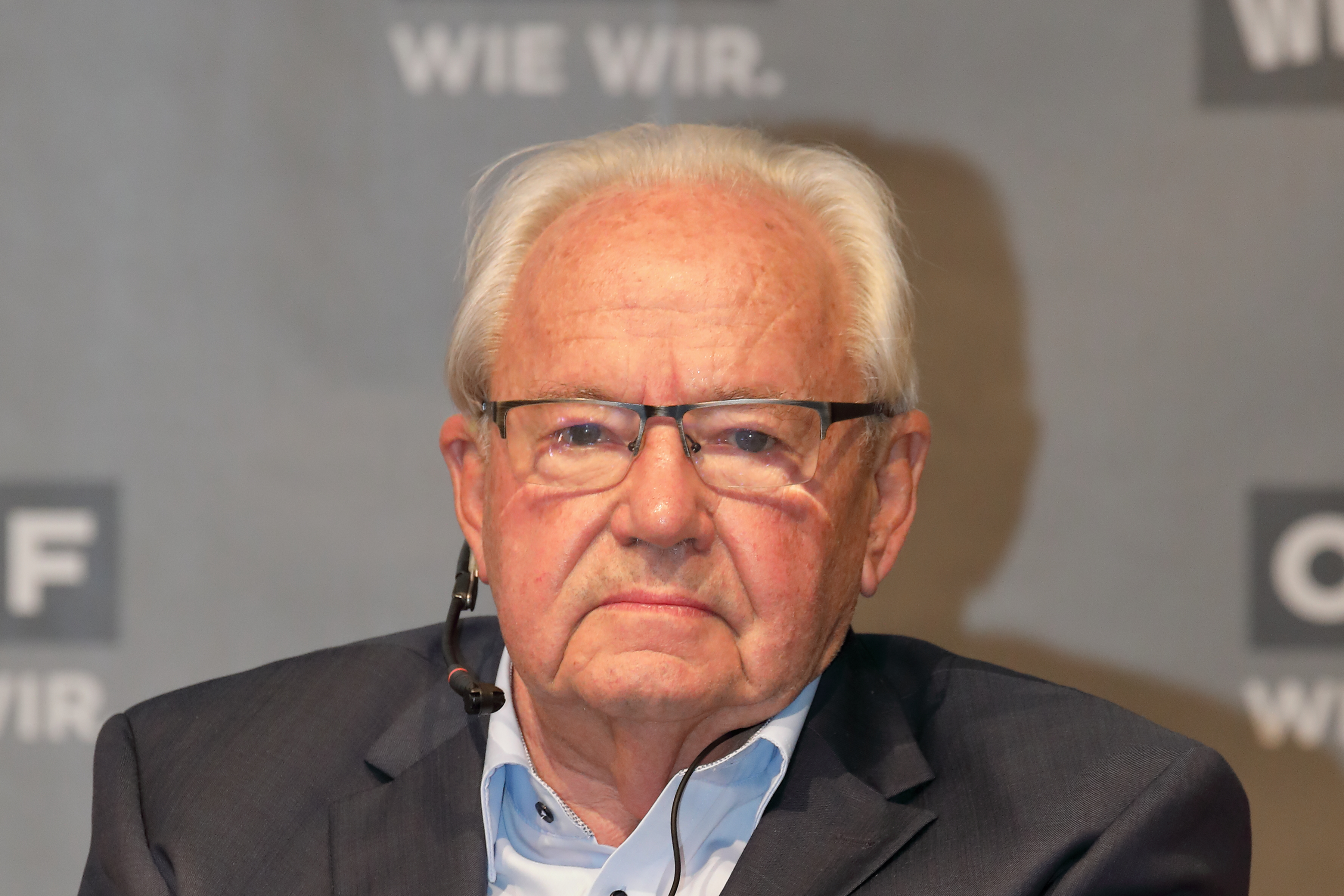
Alois Brandstetter (2018)

Alois Brandstetter (* 5. Dezember 1938 in Aichmühl bei Pichl bei Wels, Oberösterreich) ist ein österreichischer Schriftsteller und Philologe.

## Leben
Nach dem Besuch der Volksschule in Pichl trat Brandstetter 1949 in das bischöfliche Knabenseminar Kollegium Petrinum in Linz-Urfahr ein. Nach Relegation, die 1951 erfolgte, wechselte er auf das Gymnasium in Wels (Dr.-Schauer-Straße) in der zweitgrößten oberösterreichischen Stadt, wo er 1957 die Reifeprüfung mit Auszeichnung ablegte.
Vom Wintersemester 1957/58 bis zum Sommersemester 1961 studierte Brandstetter an der Universität Wien („Alma Mater Rudolfina“) Germanistik und Geschichte.  1962 schloss er sein Studium bei Doktorvater Eberhard Kranzmayer mit der Dissertation zum Thema Laut- und bedeutungskundliche Untersuchungen an der Mundart von Pichl bei Wels ab.
Von 1962 an war er an der Universität des Saarlandes in Saarbrücken wissenschaftlicher Assistent für Altgermanistik und Sprachwissenschaft. 1970  habilitierte er sich in Saarbrücken mit dem Thema Prosaauflösung. Studien zur Rezeption der höfischen Epik im frühneuhochdeutschen Prosaroman. 1971 wurde er in Saarbrücken zum Professor an der Universität des Saarlandes ernannt und war im Wintersemester 1971/72 Gastprofessor an der Universität Salzburg. 1974 wurde Brandstetter auf eine Universitätsprofessur für Ältere deutsche Sprache und Literatur an der Universität Klagenfurt berufen, die er bis 2007 ausübte. Auch seine Pension verbringt er in Klagenfurt.
Brandstetter ist verheiratet mit der Tochter eines Albaners, der als Flüchtling nach dem Zweiten Weltkrieg nach Österreich kam.

## Ein „später“ Schriftsteller
Als Schriftsteller begann er erst relativ spät zu wirken, wurde aber nach den ersten Förderpreisen (1973 Oberösterreich, 1975 Kärnten) rasch bekannt. 1979 war er (nur für dieses Jahr) Jurymitglied des Ingeborg-Bachmann-Wettbewerbs.
Er liebt Sprachspiele und geht seinen Themen und Erinnerungen im Detail und in plastischer Sprache nach, aber auch vielen Wörtern im humanistisch-etymologischen Sinn auf den Grund. Man sagt ihm nach, dass er trotz des flüssigen, oft liebevollen Stils kaum ein Detail dem Zufall überlässt. Auf spezielle Art zeigt sich das in der subtilen Wahl seiner Titel.
Eine Rezension seines „zärtlichen Eisenkeils“ (Eisvogel; Roman 2000)  bezeichnet ihn als konservativen Autor der „alten Schule“, als Ästhet, der sich zuweilen auf verlorenem Posten fühlt, aber seine Umgebung doch mit kritischem Wohlwollen betrachtet – und kommentiert. Er konstatiert an sich selbst die Toleranz des Ältergewordenen, nicht ohne seine teils selbst eingenommene, teils ihm zugeschriebene Position noch einmal zu überdenken.
Anlässlich seiner Ehrungen rekapitulierte er seine Stellung in der österreichisch-deutschen Literatur und seine Gemeinsamkeiten und Unterschiede zu anderen Autoren. Vergleicht ihn aber die Kritik mit Peter Handke oder gar Thomas Bernhard, schiebt er dergleichen zur Seite, doch solle man ihn deswegen nicht allzu bescheiden nennen.
Die oben erwähnte Rezension meint, Brandstetter habe trotz seiner kaum verhohlenen Ablehnung doch etwas mit Thomas Bernhard gemeinsam. Sie gelten beide als Geschichtenzerstörer. Wobei […] eher der Geist von Claudio Magris spürbar ist – im Sinne literarischer Essays oder essayistischer Literatur, deren Grundlagen auf mitteleuropäischer Geistesgeschichte beruhen.

## Werkverzeichnis

### Bücher, Romane
- Gewissenserforschung. Mit Radierungen von Friedrich Schmitt. Beck, Paris/Zweibrücken 1969.
- Über Untermieter. Linolschnitte von Axel Hertenstein. Harlekin Presse, Pforzheim 1970.
- Prosaauflösung – Studien zur Rezeption der höfischen Epik im frühneuhochdeutschen Prosaroman. Athenäum, Frankfurt 1971.
- Stille Größe. Harlekin Presse, Pforzheim 1971.
- Überwindung der Blitzangst. Prosatexte, 1971, ISBN 3-7017-0001-X.
- Ausfälle – Natur- und Kunstgeschichten. 1972.
- Zu Lasten der Briefträger. Roman. 1974. (Neuauflage: 2004, ISBN 3-7017-1376-6)
- Der Leumund des Löwen – Geschichten von großen Tieren und Menschen. Residenz-Verlag, Salzburg 1976, ISBN 3-7017-0150-4.
- Die Abtei. Roman. 1977, ISBN 3-7017-0178-4.
- Vom Schnee der vergangenen Jahre – Winter- und Weihnachtsgeschichten. Residenz-Verlag, St. Pölten 1979, ISBN 3-7017-0223-3. (Neuauflage: 2009, ISBN 978-3-7017-1521-3)
- Von den Halbschuhen der Flachländer und der Majestät der Alpen. Frühe Prosa. 1980, ISBN 3-7017-0258-6.
- Die Mühle. Roman. Residenz-Verlag, Salzburg / Wien 1981, ISBN 3-7017-0273-X.
- Über den grünen Klee der Kindheit. 1982, ISBN 3-7017-0301-9.
- Altenehrung. Roman. Salzburg 1983, ISBN 3-7017-0343-4.
- Die Burg. Roman. Residenz-Verlag, Salzburg / Wien 1986, ISBN 3-7017-0430-9.
- Landessäure – Starke Stücke und schöne Geschichten. Hrsg. von Hans-Jürgen Schrader. 1986, ISBN 3-15-008335-4.
- Kleine Menschenkunde. 1987, ISBN 3-7017-0485-6.
- So wahr ich Feuerbach heiße. Roman. Residenz-Verlag, Salzburg / Wien 1988, ISBN 3-7017-0544-5.
- Romulus und Wörthersee. Ein poetisches Wörterbuch. Residenz-Verlag, Salzburg / Wien 1989, ISBN 3-7017-0592-5.
- Vom Manne aus Eicha. Roman. 1991, ISBN 3-7017-0689-1.
- Vom HörenSagen – Eine poetische Akustik. Residenz-Verlag, Salzburg / Wien 1992, ISBN 3-7017-0733-2.
- Almträume. Eine Erzählung. Residenz-Verlag, Salzburg / Wien 1993, ISBN 3-7017-0794-4.
- Hier kocht der Wirt. Roman. Residenz-Verlag, Salzburg / Wien 1995, ISBN 3-7017-0898-3.
- Schönschreiben. Residenz-Verlag, Salzburg / Wien 1997, ISBN 3-7017-1003-1.
- Groß in Fahrt. Roman. Residenz-Verlag, Salzburg / Wien 1998, ISBN 3-7017-1112-7.
- Meine besten Geschichten. Residenz-Verlag, Salzburg / Wien 1999, ISBN 3-7017-1153-4.
- Die Zärtlichkeit des Eisenkeils. Roman. Residenz-Verlag, Salzburg / Wien 2000, ISBN 3-7017-1178-X.
- Der geborene Gärtner. Roman. Deutscher Taschenbuch-Verlag, München 2005, ISBN 3-423-24456-9.
- Ein Vandale ist kein Hunne. Roman. Residenz-Verlag, St. Pölten / Salzburg 2007, ISBN 978-3-7017-1480-3.
- Cant läßt grüßen. Roman. Residenz-Verlag, St. Pölten / Salzburg 2009, ISBN 978-3-7017-1526-8.
- Zur Entlastung der Briefträger. Roman. Residenz Verlag, 2011, ISBN 978-3-7017-1565-7.
- Kummer ade! Roman. Residenz Verlag, 2013, ISBN 978-3-7017-1614-2.
- Aluigis Abbild. Roman. Residenz Verlag, St. Pölten / Salzburg / Wien 2015, ISBN 978-3-7017-1647-0.
- Lebenszeichen. Residenz Verlag, Salzburg / Wien 2018, ISBN 978-3-7017-1702-6
- Lebensreise. Residenz Verlag, Salzburg / Wien 2020, ISBN 978-3-7017-1735-4
- Nachspielzeit. Residenz Verlag, Salzburg / Wien 2023, ISBN 978-3-7017-1778-1

### Editionen
- Tristan und Isolde: Prosaroman. Nach dem ältesten Druck aus Augsburg vom Jahre 1484, versehen mit den Lesarten des 2. Augsburger Druckes aus dem Jahre 1498 und eines Wormser Druckes unbekannten Datums. Niemeyer, Tübingen 1966.
- Daheim ist daheim. Neue Heimatgeschichten. 1973, ISBN 3-7017-0083-4.
- Österreichische Erzählungen des 20. Jahrhunderts. 1984, ISBN 3-7017-0363-9.
- Der Ort, an dem wir uns befinden. Ungarische Erzähler der Gegenwart. Hrsg. zusammen mit György Sebestyén. 1985, ISBN 3-215-05343-8.
- Österreichische Erzählungen des 19. Jahrhunderts. 1986, ISBN 3-7017-0456-2.
- Advent, Advent. Geschichten zur Vorweihnachtszeit. 1988, ISBN 3-7017-0543-7.
- Heiteres aus Österreich. Von Artmann bis Zeemann. 1994, ISBN 3-7017-0879-7.

### Theaterstück und Filme
- Zu Lasten der Briefträger. Theater am Schwedenplatz (Wien 1992).
- Zu Lasten der Briefträger. TV-Film, Drehbuch A. Brandstetter, Regie Georg Madeja (ORF 1984).
- Die Enthüllung. TV-Film nach dem Roman „Die Altenehrung“. Drehbuch A. Brandstetter, Regie Georg Madeja, 1985.

## Auszeichnungen
- 1973 Förderpreis für Literatur des Landes Oberösterreich
- 1975 Förderpreis für Literatur des Landes Kärnten
- 1980 Kulturpreis des Landes Oberösterreich für Literatur
- 1981 Preis für die beste deutsche Kurzgeschichte beim Internationalen Literaturkolloquium Arnsberg
- 1983 Rauriser Bürgerpreis
- 1984 Wilhelm-Raabe-Preis der Stadt Braunschweig
- 1991 Kulturpreis des Landes Kärnten für Literatur
- 1994 Heinrich-Gleißner-Preis der ÖVP Oberösterreich
- 1998 Ehrenbürger von Pichl bei Wels
- 2001 Österreichisches Ehrenkreuz für Wissenschaft und Kunst I. Klasse
- 2005 Adalbert-Stifter-Preis (Großer Kulturpreis des Landes Oberösterreich)
- 2008 Goldenes Ehrenzeichen des Landes Oberösterreich[3]
- 2009 Großes Goldenes Ehrenzeichen des Landes Kärnten
- 2012 Mostdipf-Preis der Oberösterreichischen Nachrichten
- 2018 Großes Silbernes Ehrenzeichen für Verdienste um die Republik Österreich
- 2018 Franz-Theodor-Csokor-Preis des Österreichischen P.E.N.-Clubs
- 2018 Goldene Medaille der Landeshauptstadt Klagenfurt
- 2019 Verdienstkreuz des Landes Oberösterreich für Kunst und Kultur[4]